# Front running
Front running é uma prática ilegal de obtenção de informações antecipadas sobre a realização de operação nos mercados de bolsa ou de balcão e que influenciarão a formação dos preços de determinados produtos de investimento. A prática de "Front running" consiste em realizar operações antecipadamente às operações principais. Neste caso surge o chamado conflito de ordens de compra e venda de produtos de investimento se a situação não for adequadamente administrada. Trata-se de utilização indevida de informações privilegiadas.